# 国木田独歩
国木田 独歩（くにきだ どっぽ、1871年8月30日（明治4年7月15日） - 1908年（明治41年）6月23日）は、日本の小説家、詩人、ジャーナリスト、編集者。千葉県銚子生まれ、広島県広島市、山口県育ち。
幼名を亀吉、後に哲夫と改名した。筆名は独歩の他、孤島生、鏡面生、鉄斧生、九天生、田舎漢、独歩吟客、独歩生などがある。
田山花袋、柳田國男らと知り合い「独歩吟客」を発表。詩や小説を書き、次第に小説に専心した。「武蔵野」「牛肉と馬鈴薯（じゃがいも）」といった浪漫的な作品の後、「春の鳥」「竹の木戸」などで自然主義文学の先駆とされる。また現在も続いている雑誌『婦人画報』の創刊者であり、編集者としての手腕も評価されている。夏目漱石は、その短編「巡査」を絶賛した他、芥川龍之介も国木田独歩の作品を高く評価していた。ロシア語などへの翻訳がある。

## 生涯

### 誕生・少年期
1871年8月30日、国木田貞臣（専八、文政13年10月19日生）、淡路まん（天保14年12月27日生）の子として、宮谷県海上郡銚子に生まれた。父・専八は、旧龍野藩士で榎本武揚討伐（戊辰戦争）後に銚子沖で避難し、吉野屋という旅籠でしばらく療養していた。そこで奉公していた、まんという女性と知りあい、独歩が生まれた。このとき専八は国元に妻子を残しており、まんも離縁した米穀商の雅治（次）郎との間にできた連れ子がいたとされる。独歩は、戸籍上は雅治郎の子となっているが、その他の資料から判断して、父は専八であるらしい。1874年、専八はまんと独歩を伴い上京し、東京下谷徒士町脇坂旧藩邸内に一家を構えた。1876年には国元の妻と正式に離婚が成立している。この頃、専八は司法省の役人となり、中国地方各地を転任したため、独歩は5歳から16歳まで山口、萩、広島、岩国などに住んだ。
少年期、学校の成績は優秀で読書好きである反面、相当な悪戯っ子であった。喧嘩の時に相手を爪で引っ掻くことから「ガリ亀」と渾名された。自らの出生の秘密について思い悩み、性格形成に大きく影響したとみられる。錦見小学校簡易学科、山口今道小学校を経て、山口中学校（現：山口県立山口高等学校）に入学。同級の今井忠治と親交を結んだ。

### 学生・教師生活
1887年、学制改革のために山口中学を退学すると、父の反対を受けつつも今井の勧めで上京。翌年に東京専門学校（現在の早稲田大学）英語普通科に入学した。吉田松陰や明治維新に強い興味を持ち、学生運動にも加わる。徳富蘇峰と知り合いになり大いに影響を受けると、その後一転して文学の道を志した。この年に処女作「アンビシヨン（野望論）」を『女学雑誌』に発表したほか、『青年思海』などの雑誌に文章を寄稿するようになる。さらにこの頃から教会に通うようになり、日本基督教会の指導者・植村正久を崇拝する。1889年7月10日、「哲夫」と改名。1890年9月には英語政治科へと転科した。ワーズワースやツルゲーネフ、カーライルなどを好んだ。1891年1月4日に植村正久より洗礼を受けた。この年、学校改革と校長・鳩山和夫への不信のために同盟休校を行ない、間も無く退学した。
同年、麻郷村（現・山口県熊毛郡田布施町）の家族が移り住んでいた吉見家に身を寄せ、釣りや野山の散策をしてしばらく過ごす。月琴という弦楽器が上手で、月夜の晩によく奏でていたという。近所の麻郷小学校で英語の教鞭を執ることもあった。吉田松陰の門弟で、狷介な老人として知られる富永有隣を訪ね刺激を受けて、廃校となった小学校の校舎を借りて波野英学塾を開設。弟の収二や近隣の子供を集めて英語や作文などを熱心に教えた。後に富永有隣をモデルとした「富岡先生」を著している。
8月に田布施町麻里府村に仮住し、石崎家に家庭教師として出入りするうち、石崎トミと恋仲となった。翌年トミに求婚するが、トミの両親に反対されて思いを遂げられず、後、失意のうちに弟と共に上京した。独歩が余りにも熱狂的なクリスチャンだったことが原因とされる。その後「酒中日記」や「帰去来」など田布施を舞台にした作品を多数発表している。
1892年2月から1894年の2年間、柳井に居住。1893年2月3日、日記『欺かざるの記』（没後に出版）を書き始める。同年、徳富蘇峰に就職先の斡旋を依頼。蘇峰の知人でジャーナリストの矢野龍渓から紹介された大分県佐伯市の鶴谷学館に英語と数学の教師として、同年10月に赴任する。
翌1894年2月25日午後、独歩は佐伯葛港から小舟を漕いで、生徒ら8名と大入島守後浦に上陸。山を越え、海辺を辿り、島の南半周を夜星の出る頃まで紀行した。小説「源叔父」の作中に登場する源さんは渡し船（おろし）の船頭を生業とし、妻の百合（ゆり）は大入島出身の人がモデルであるといわれている。「妻は美しかりき。名は百合と呼び、大入島の生なり」という文章がある。佐伯市で熱心に教育を行った独歩だが、クリスチャンである独歩を嫌う生徒や教師も多く、同年1894年7月末に退職する。佐伯滞在の初期に、独歩に同行して鶴谷学館に学んだ弟・収二とともに下宿したのは館長・坂本永年の居宅で、この坂本邸は現在、「城下町佐伯国木田独歩館」として佐伯市の公共施設となっている。“公共施設ガイド 城下町佐伯国木田独歩館”.   佐伯市. 2012年3月16日閲覧。。

### 記者から文筆家へ、二度の結婚
1894年、『青年文学』に参加。民友社に入り、徳富蘇峰の『国民新聞』の記者となる。この年起きた日清戦争に海軍従軍記者として参加し、弟・収二に宛てた文体の「愛弟通信」をルポルタージュとして発表し、「国民新聞記者・国木田哲夫」として一躍有名となる。
帰国後、日清戦争従軍記者・招待晩餐会で、日本キリスト教婦人矯風会の幹事 佐々城豊寿の娘・信子と知り合う。熱烈な恋に落ちるが、信子の両親から猛烈な反対を受けてしまう。信子は、母・豊寿から監禁された上、他の男との結婚を強要されたという。独歩は、信子との生活を夢見て単身で北海道に渡り、石狩川の支流である空知川の森林地帯に土地の購入計画をする。「空知川の岸辺」はこの事を綴った短編である。
1895年11月、信子を佐々城家から勘当させることに成功し、徳富蘇峰の媒酌で結婚。逗子で二人の生活が始まったが、余りの貧困生活に耐えられず帰郷して両親と同居する。翌年、信子が失踪して協議離婚となり、強い衝撃を受ける。この顛末の一部は後に有島武郎によって『或る女』として小説化された。一方、信子側からの視点では、信子の親戚の相馬黒光が手記「国木田独歩と信子」を書いており、独歩が理想主義的である反面、かなり独善的で男尊女卑的な人物であったと記されている。
傷心の独歩は、蘇峰や内村鑑三にアメリカ合衆国行の助言を受けるが実現しなかった。
1896年（明治29年）、東京府豊多摩郡渋谷村（現・東京都渋谷区）に居を構え、作家活動を再開。同年11月、田山花袋、松岡國男（のちの柳田國男）らを知り、1897年「独歩吟客」を『国民之友』に発表。さらに花袋、國男らの詩が収められた『抒情詩』が刊行されるが、ここにも独歩の詩が収録された。5月、小説「源叔父」を書く。なお、『欺かざるの記』の記述はこの頃まで。
1898年、下宿の大家の娘・榎本治（はる）と結婚する。治は、後に国木田治子の名前で小説を発表し、独歩社の解体までを描いた「破産」を『萬朝報』に寄稿。『青鞜』の創刊にも参加している。

### 小説家・編集者としての活躍
二葉亭四迷の訳「あひゞき」に影響され、「今の武蔵野」（後に「武蔵野」に改題）や「初恋」などを発表し、浪漫派として作家活動を始める。1901年に初の作品集『武蔵野』を刊行するが、当時の文壇で評価はされなかった。さらに「牛肉と馬鈴薯」「鎌倉夫人」「酒中日記」を書く。1903年発表の「運命論者」「正直者」で自然主義の先駆となった。
これらの作品は後に、1905年に『独歩集』、1906年に『運命』と纏められて刊行され、高く評価されたが、作品発表当時の文壇はまだ尾崎紅葉と幸田露伴が主流の、いわゆる「紅露時代」であり、時代に早過ぎた独歩の作品はあまり理解されず、文学一本では生計を立てられなかった。
1899年には再び新聞記者として『報知新聞』に入社。翌年には政治家・星亨の機関紙『民声新報』に編集長として入社する。編集長としても有能だったが、すぐに星が暗殺され、1901年に『民生新報』を退社。再び生活に困窮して、妻子を実家に遣り、単身、その頃知遇を得ていた政治家・西園寺公望のもとに身を寄せる。その後、作家仲間の友人達と鎌倉で共同生活を行った。
1903年には、矢野龍渓が敬業社から創刊を打診されていた、月刊のグラフ雑誌『東洋画報』の編集長として抜擢され、3月号から刊行開始する（龍溪は顧問）。だが、雑誌は赤字だったため、9月号から矢野龍溪が社長として近事画報社を設立し、雑誌名も『近事画報』と変更した。
1904年、日露戦争が開戦すると、月1回の発行を月3回にして『戦時画報』と誌名を変更。戦況を逸早く知らせるために、リアルな写真の掲載や紙面大判化を打ち出すなど有能な編集者ぶりを発揮した。また派遣記者の小杉未醒の漫画的なユニークな絵も好評で、最盛期の部数は月間10万部を超えた。また、日露間の講和条約であるポーツマス条約に不満な民衆が日比谷焼き打ち事件を起こすと、僅か13日後には、その様子を克明に伝える特別号『東京騒擾画報』を出版した。
それに先立つ1905年5月の日本海海戦で、日露戦争の勝利がほぼ確実になると、独歩は戦後に備えて、培ったグラフ誌のノウハウを生かし、翌1906年初頭にかけて新しい雑誌を次々と企画・創刊する。子供向けの『少年知識画報』『少女知識画報』、男性向けに芸妓の写真を集めたグラビア誌『美観画報』、ビジネス雑誌の『実業画報』、女性向けの『婦人画報』、西洋の名画を紹介する『西洋近世名画集』、スポーツと娯楽の雑誌『遊楽画報』などである。多数の雑誌を企画し、12誌もの雑誌の編集長を兼任したが、日露戦争終結後に『戦時画報』からふたたび改題した『近事画報』の部数は激減。新発行の雑誌は売れ行きの良いものもあったが、社全体としては赤字であり、1906年、矢野龍渓は近事画報社の解散を決意した。
そこで独歩は、自ら独歩社を創立し、『近事画報』など5誌の発行を続ける。独歩の下には、小杉未醒をはじめ、窪田空穂、坂本紅蓮洞、武林無想庵ら、友情で結ばれた画家や作家たちが集い、日本初の女性報道カメラマンも加わった。また、当時人気の漫画雑誌『東京パック』にヒントを得て、漫画雑誌『上等ポンチ』なども刊行。単行本としては、沢田撫松編集で、当時話題となった猟奇事件「臀肉事件」の犯人・野口男三郎の『獄中の手記』なども発売した。

### 病没

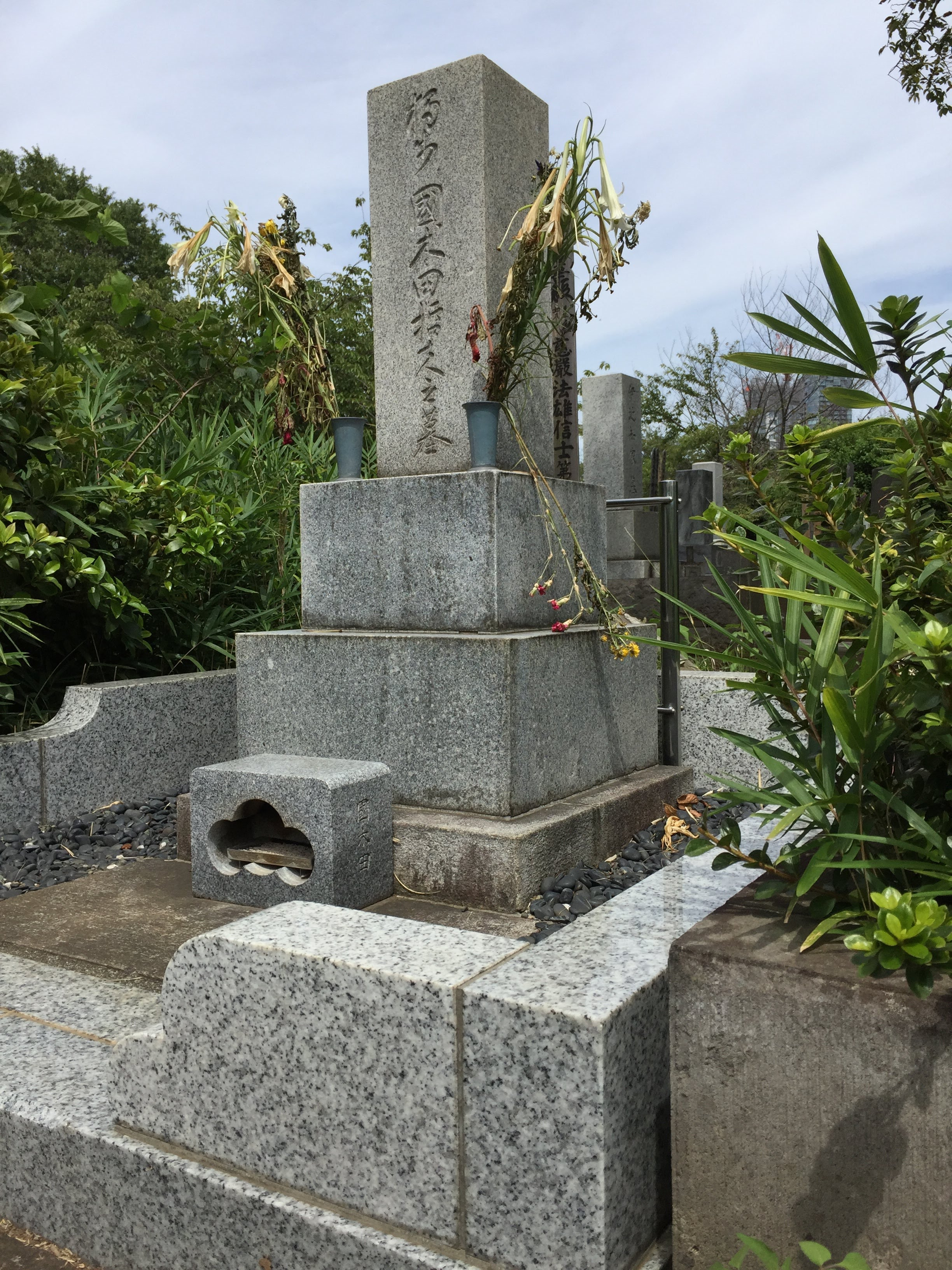
青山霊園にある独歩の墓。

翌1907年に独歩社は破産。独歩は肺結核にかかる。しかし皮肉にも、前年に刊行した作品集『運命』が高く評価され、独歩は自然主義運動の中心的存在として、文壇の注目の的になっていた。
神奈川県高座郡茅ケ崎村にあった結核療養所の南湖院で療養生活を送る。「竹の木戸」「窮死」「節操」などを発表し、1908年には見舞いのためのアンソロジーとして田山花袋、二葉亭四迷、岩野泡鳴らが『二十八人集』を刊行 して励まそうとするも、病状は悪化。同年6月23日に38歳（満36歳）の若さで死去した。絶筆は「二老人」。戒名は天真院独歩日哲居士。
葬儀は当時の独歩の名声を反映して、多数の文壇関係者らが出席し、当時の内閣総理大臣西園寺公望も代理人を送るほどの壮大なものであった。友人の田山花袋は、独歩の人生を一文字で表すなら「窮」であると弔辞で述べている。なお、独歩の死後2か月後に次男が誕生している。
遺骸は茅ケ崎で荼毘に付したたのち、東京市麻布区（現・東京都港区）の青山霊園に葬られた。墓石の「独歩国木田哲夫之墓」の文字は田山花袋の揮毫による。2010年3月1日発行の『官報』で無縁墳墓等改葬公告として掲載されたが、無縁改葬は免れている。

## 作品一覧
作品は主に『武蔵野』（1901年3月、民友社）、『独歩集』（1905年7月、近事画報社）、『運命』（1906年3月、佐久良書房）、『潯声』（1907年5月、彩雲閣）、『独歩集第二』（1908年7月、彩雲閣）、『渚』（1908年11月、彩雲閣）の6短編集に収められている。
| | |
| - 愛弟通信（1894年10月21日 - 95年3月12日、『国民新聞』） - 源叔父（1897年8月、『文芸倶楽部』） - 武蔵野（1898年1月 - 2月、『国民之友』）※発表時は「今の武蔵野」 - 忘れえぬ人々（1898年4月、『国民之友』） - 死（1898年6月、『国民之友』） - 二少女（1898年7月、『国民之友』） - 河霧（1898年8月、『国民之友』） - 鹿狩（1898年8月、『家庭雑誌』） - 遺言（1900年8月、『太平洋』） - 郊外（1900年10月、『太陽』） - 初恋（1900年10月、『太平洋』） - 置土産（1900年12月、『太陽』） - 小春（1900年12月、『中学世界』） - 初孫（1900年12月、『太平洋』） - 帰去来（1901年5月、『新小説』） | - 牛肉と馬鈴薯（1901年11月、『小天地』） - 巡査（1902年2月、『小柴舟』） - 湯ヶ島より（1902年6月、『山比古』） - 非凡人（1902年6月、『太平洋』） - 富岡先生（1902年7月、『教育界』） - 少年の悲哀（1902年7月、『小天地』） - 鎌倉夫人（1902年10 - 11月、『太平洋』） - 酒中日記（1902年11月、『文芸界』） - 運命論者（1903年3月、『山比古』） - 正直者（1903年10月、『新著文芸』） - 女難（1903年12月、『文芸界』） - 春の鳥（1904年、『女学世界』） - 渚（1907年12月、『文章世界』） - 竹の木戸（1908年1月、『中央公論』） - 二老人（1908年1月、『文章世界』） |

## 家族・子孫
- 最初の妻・佐々城信子（1878年生）

娘・浦子（1897年生）：独歩との離婚後に誕生。生後間もなく里子に出され、木下尚江の養女となる。
- 2番目の妻・榎本治（国木田治子、1879年生）

長女・貞子（1899年生）
長男・国木田虎雄（1902年生）
次女・柴田みどり（1904年生）
次男・佐土哲二（1908年生）：独歩が亡くなった3か月後に誕生。彫刻家。三鷹駅北口の独歩の碑にある半身レリーフは哲二の作品。
- 孫・三田隆（1924年生）：映画俳優。虎雄の息子。
- 曾孫・国木田吾子：三田隆の娘[9] で、元女優[10]（当時の芸名は国木田アコ）。羽仁進作品に出演後、30歳で渡英。のちにフランスのパリ在住[11]。
- 玄孫・中島歩（1988年生）：俳優。独歩の次女・みどりの曾孫[12]。
- 玄孫・国木田彩良（1994年生）：モデル。国木田吾子とイタリア男性との娘[11]。

## 記念館・記念碑とゆかりの地

### 国木田独歩と佐伯
1893年（明治26年）10月、佐伯町鶴谷学館教師として、弟と共に佐伯へ。佐伯滞在はわずかに1年足らずであったが、尺間山、彦岳、元越山、栂牟礼山などの山々に登っている。なかでも独歩が最も愛し、何度も登ったのが佐伯城跡の城山である。その様子が「欺かざるの記」に詳しく記されている。城山の山頂には「独歩の碑」が建てられている。
佐伯滞在の経験は後に作品に大きな影響を与えることとなり、「春の鳥」「源叔父」「鹿狩」など、佐伯を舞台とする作品として結実している。
城下町佐伯国木田独歩館 は佐伯で独歩が下宿した坂本永年（独歩が教師として勤めた鶴谷学館の館長）の元邸宅である。

### 国木田独歩と武蔵野
独歩の「武蔵野」は、近代化で失われつつあった雑木林などを含めた東京西郊の自然美を人々に知らしめたことで、現代に至るまで評価されている。
- 国木田独歩の碑 - 「武蔵野」にちなんで三鷹駅北口に武蔵野市が置いた詩碑がある。また、玉川上水にかかる桜橋のたもとに武蔵野保存会などが建てた碑がある[14]。

### その他
- 国木田独歩旧宅 - 山口県柳井市にある独歩の旧宅。独歩が20歳から22歳の間過ごした家[15]。
- 国木田独歩の碑 - 静養のために温泉に訪れていた神奈川県湯河原町の万葉公園内に設置[16]。同じ公園内に独歩の湯という国木田独歩の名前にあやかった足湯施設が2001年1月にオープンしたが、2020年3月末に閉鎖することが決まった[17]。
- 国木田独歩の碑 - 独歩生誕の地である千葉県銚子市にある日夏耿之介の揮毫による詩碑[18]。
- 国木田独歩住居跡 - 1896年から住んだ東京都渋谷区宇田川町に建つ[19]。

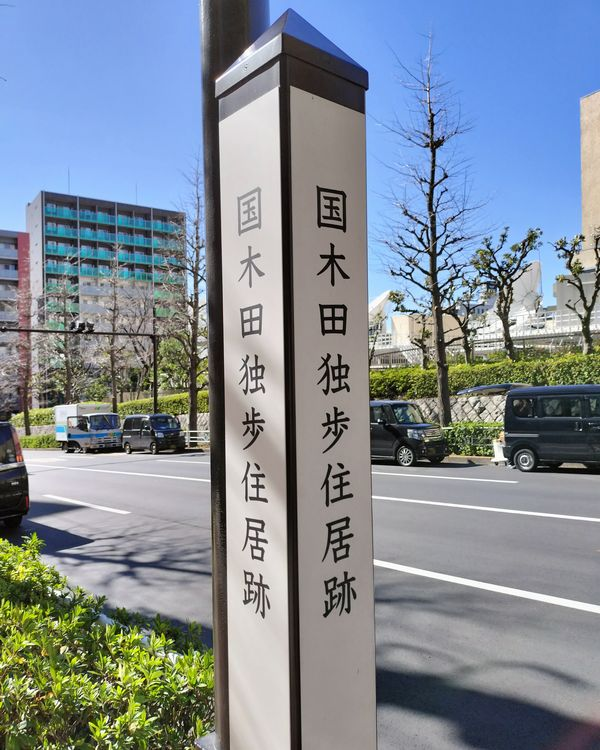
国木田独歩住居跡